# Jean Ybarnégaray

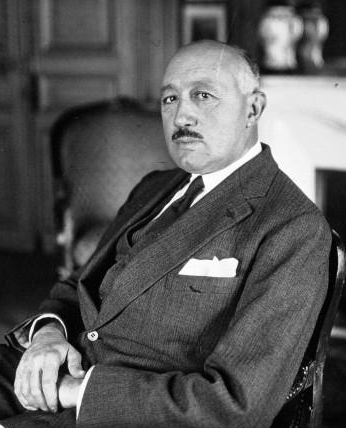
Jean Ybarnégaray (1932)

Michel Albert Jean Joseph Ybarnégaray (* 16. Oktober 1883 in Uhart-Cize, Département Pyrénées-Atlantiques; † 25. April 1956 in Paris) war ein französischer Politiker.

## Leben
Der aus dem französischen Baskenland stammende Ybarnégaray absolvierte ein Studium der Rechtswissenschaften an der Universität Bordeaux und der Pariser Sorbonne. Anschließend arbeitete er als Rechtsanwalt. Ybarnégaray begann sich politisch zu betätigen und wurde Bürgermeister («Maire») seiner Heimatgemeinde Uhart-Cize. Im April 1914 zog Ybarnégaray für die konservative Fédération républicaine in die Abgeordnetenkammer ein und blieb bis Mai 1942 Abgeordneter des Wahlkreises Mauléon.
Nach Beginn des Ersten Weltkriegs meldete sich Ybarnégaray als Freiwilliger zur Armee und diente als Offizier an der Westfront. Nach einer Verwundung erhielt er die Auszeichnung als Ritter der Ehrenlegion und kehrte in das Parlament zurück. Dort kritisierte Ybarnégaray die Nivelle-Offensive (1917) sowie die Bedingungen des Versailler Friedensvertrages.
Während der 1930er Jahre rückte Ybarnégaray politisch nach rechts und sympathisierte mit den Jeunesses patriotes sowie der Veteranenorganisation Croix de Feu. Ab 1936 schloss er sich der moderaten Nachfolgepartei Parti social français an und amtierte als deren Fraktionsvorsitzender in der Abgeordnetenkammer.
Am 10. Mai 1940 trat Ybarnégaray als Staatsminister (Ministre d’État) in die Regierung Paul Reynauds ein und unterstützte im Zuge der deutschen Invasion in Frankreich die politische Linie Philippe Pétains und sprach für einen Waffenstillstand mit dem Deutschen Reich aus. Mit der Regierungsübernahme Pétains am 17. Juni 1940 verblieb Ybarnégaray als Minister für Veteranen und Familie im Kabinett und unterstützte die Verfassungsänderungen zugunsten Pétains vom 10. Juli 1940, welche die Dritte Republik in den autoritären État français (Vichy-Regime) umwandelten. Später war er noch in der Vichy-Regierung Laval V als Ministre secrétaire für Familie und Jugend aktiv, bis er im September als ehemaliger Parlamentarier entlassen wurde.
Aufgrund seiner Unterstützung der Résistance wurde Ybarnégaray 1943 verhaftet und von den deutschen Besatzungsbehörden im Lager Füssen-Plansee (Tirol) inhaftiert.
Am 16. März 1946 wurde er vor dem Haute Cour de justice angeklagt, jedoch wegen Unterstützung der Widerstandsbewegung setzte das Gericht die Strafe aus.